# Saint-Bonnet-de-Bellac

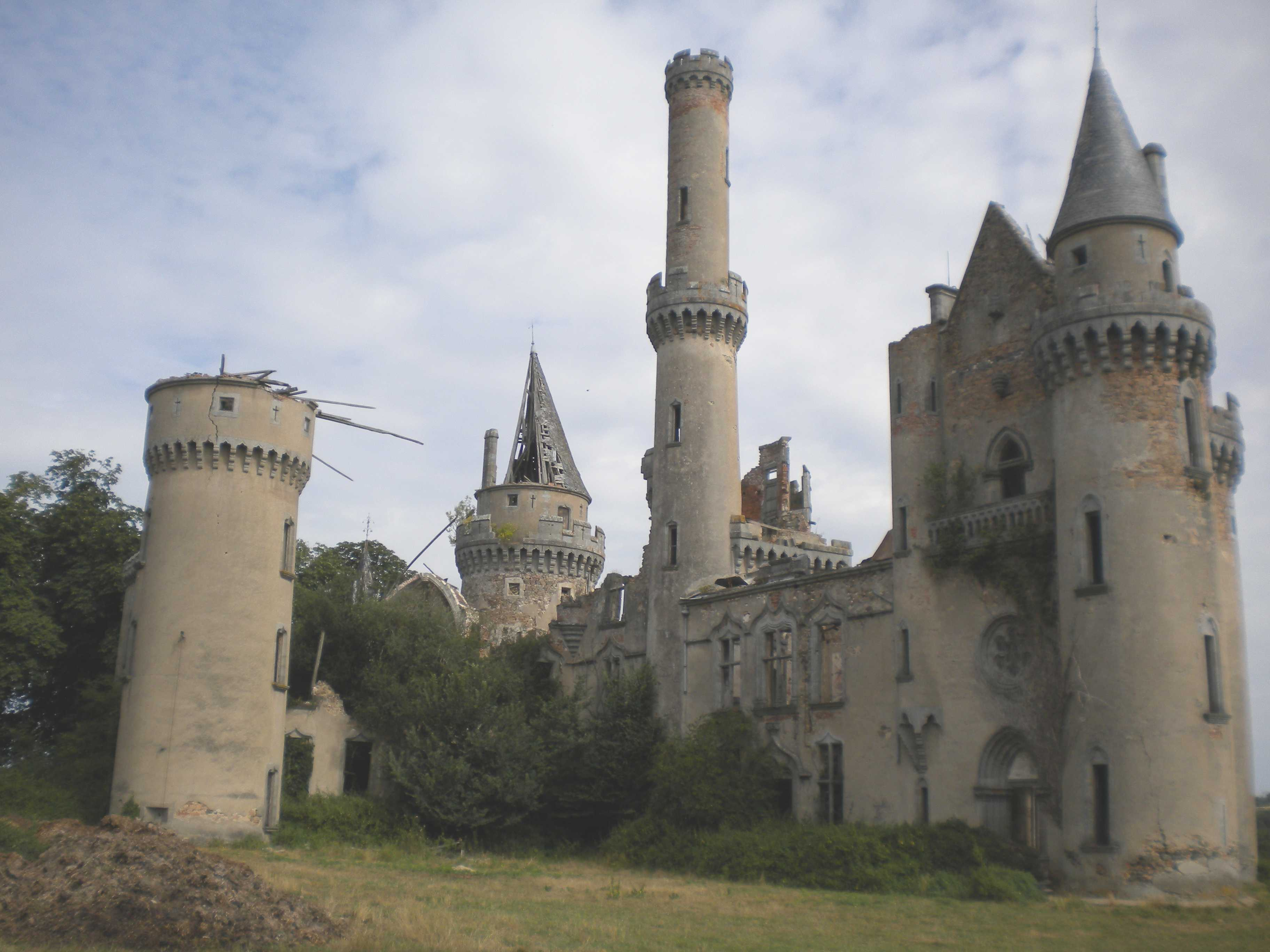
Ruiny zabytkowego Zamku Bagnac (2012)

Saint-Bonnet-de-Bellac – miejscowość i gmina we Francji, w regionie Nowa Akwitania, w departamencie Haute-Vienne. Nazwa miejscowości pochodzi od imienia św. Boneta.
Według danych na rok 1990 gminę zamieszkiwało 521 osób, a gęstość zaludnienia wynosiła 15 osób/km² (wśród 747 gmin Limousin Saint-Bonnet-de-Bellac plasuje się na 247. miejscu pod względem liczby ludności, natomiast pod względem powierzchni na miejscu 123.).

## Populacja

Populacja Saint-Bonnet-de-Bellac w latach 1962–2008